# Штифенхофен
Штифенхофен (нем. Stiefenhofen) — община в Германии, в земле Бавария. 
Подчиняется административному округу Швабия. Входит в состав района Линдау-Бодензее.  Население составляет 1788 человек (на 31 декабря 2010 года). Занимает площадь 28,96 км².

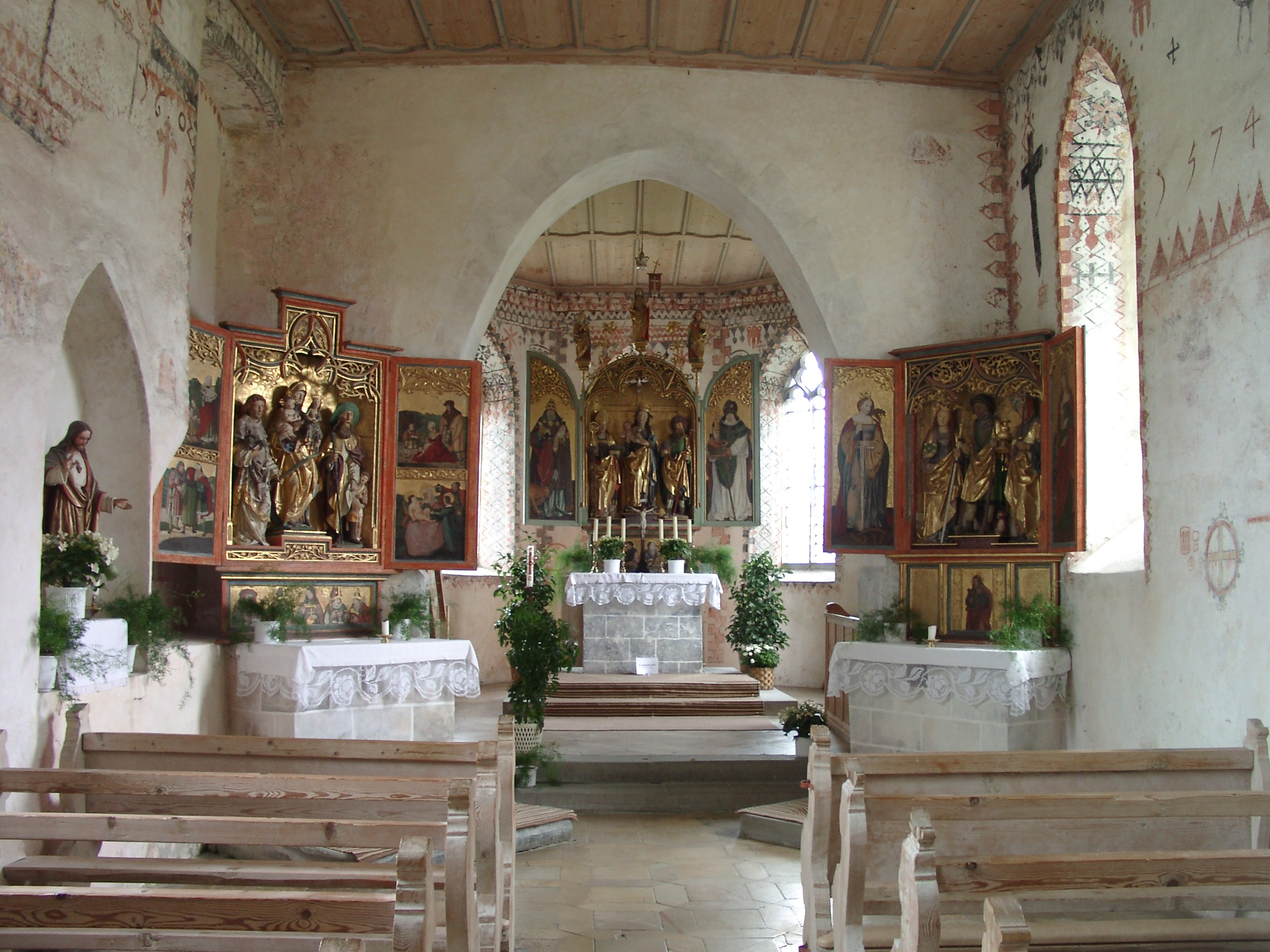
Штифенхофен